# Wódka Żołądkowa Gorzka

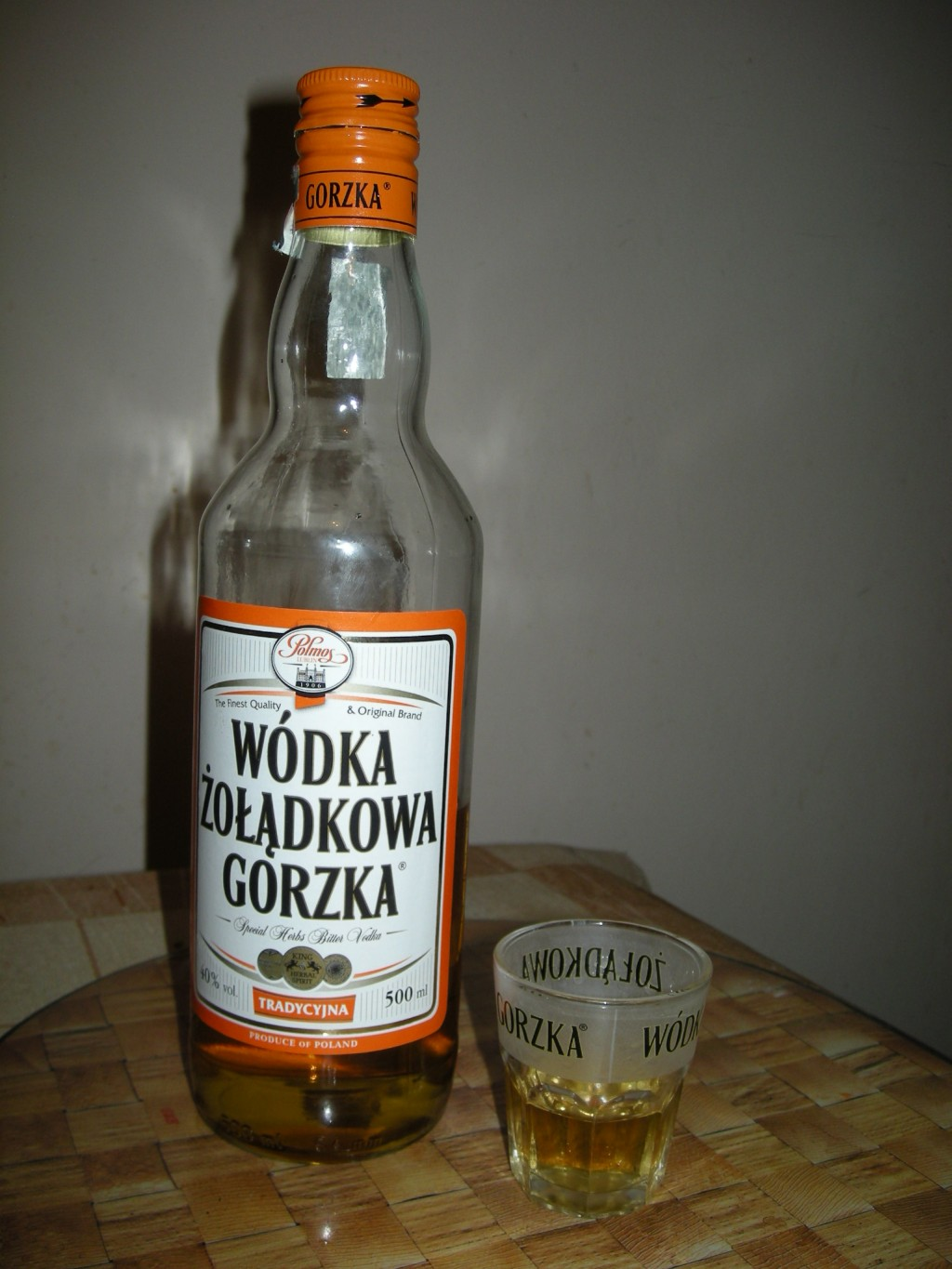
Bouteille de Żołądkowa Gorzka entamée

La vodka Żołądkowa Gorzka (litt. « amère pour l'estomac ») est une vodka polonaise aromatisée aux herbes, qui est le produit principal de la distillerie Polmos Lublin S.A. depuis 1956.
Sa recette s'inspire des recettes permettant de marier vodka et fruits ou épices : elle comporte une dizaine d'herbes, d'épices et de fruit séchés. Ensuite, il y a une période de vieillissement. Cette vodka a un goût sucré et peut être mariée avec de la menthe ou éventuellement du miel. Il existe plusieurs bouteilles : 50, 100, 200, 500, 700, 1000ml.

## Goûts
En plus de la Wódka Żołądkowa Gorzka, les variantes suivantes existent :
- Wódka Żołądkowa Gorzka Czysta, non aromatisée et ayant un goût de vodka très pure, distillée 3 fois;
- Wódka Miętowa Żołądkowa Gorzka (à la menthe);
- Wódka Miodowa Żołądkowa Gorzka (au miel);
- Wódka Żołądkowa Gorzka Black Cherry (à la cerise);

## Récompenses
- Grande Médaille d'Or à Monde Selection en 2009
- Médaille d'or POLAGRA 2000
- CoolBrands award
- Złoty Medal Międzynarodowych Targów Poznańskich POLAGRA 2000